# Desigualdad en la enfermedad
En este artículo analiza la desigualdad social en los Estados Unidos y sus efectos sobre la salud individual, y más específicamente, la probabilidad de desarrollar enfermedades. 
Mientras que las tasas de incidencia de muchas enfermedades varían en función de factores biológicos y características hereditarias, existe una disparidad más grande, que no se puede explicar por factores biológicos, en las tasas de enfermedad entre los diferentes grupos raciales y socioeconómicos en los Estados Unidos (por ejemplo, entre los afroamericanos con bajos ingresos y caucásicos de clase alta). Esto sugiere que algunos factores sociales y económicos desempeñan un importante papel en la determinación de quién contrae qué enfermedades en los Estados Unidos. Por ejemplo, la enfermedad cardíaca es la enfermedad más peligrosa de Estados Unidos, seguida de cerca por el cáncer, siendo la diabetes la quinta más mortal. Los factores de riesgo generales asociados a estas tres enfermedades son la obesidad y la mala alimentación, el tabaco y el consumo de alcohol, la inactividad física y el acceso a atención médica e información de salud. 
Si bien algunos de estos factores de riesgo son opciones individuales de salud, todos ellos también están relacionados con factores socioeconómicos como el sexo, la raza, los ingresos, el entorno y la educación y, en consecuencia, la probabilidad de una persona de desarrollar una enfermedad cardíaca, cáncer o diabetes está en parte relacionada con estos factores sociales. Los hombres son más propensos que las mujeres a morir por enfermedades del corazón. Del mismo modo, los afroamericanos y otras minorías raciales tienen mayores tasas de mortalidad por enfermedades del corazón, 
cáncer 
 
y diabetes 
que los blancos. Entre todos los grupos raciales, las personas que tienen ingresos bajos o son pobres tienen menores niveles de éxito escolar y vivir en vecindarios de bajos ingresos hace a todos más propensos a desarrollar enfermedades cardíacas, 
cáncer 
y diabetes.

## Género
El género, como característica definitoria de un grupo social, tiene efectos diferentes en cada enfermedad. Los hombres tienen un 30 % más de probabilidades de sufrir un accidente cerebrovascular que las mujeres. [cita requerida] Las mujeres tienen, en general, una dieta más saludable y tienden a consumir menos grasas e hidratos de carbono. [Cita requerida] Las mujeres también tienden a hacer ejercicio con regularidad y seguir las órdenes de su médico en cuanto a los hábitos saludables. [Cita requerida] Los hombres son más propensos a tener mal carácter y crisis nerviosas que pueden aumentar la presión arterial. [Cita requerida] Los hombres también tienen más probabilidades de ser fumadores que las mujeres. Tanto los hombres como las mujeres luchan con el cáncer, pero a los diferentes sexos les corresponden diferentes tipos de cáncer. El cáncer de mama afecta a las mujeres más que a los hombres y el cáncer de próstata afecta solo a los hombres. El cáncer de pulmón es, sin embargo, la principal causa de muerte relacionada con el cáncer tanto para hombres como para mujeres, pero los hombres son más propensos a desarrollarlo y morir de él. La diabetes, por otro lado, es más mortal para las mujeres. [Cita requerida] En los últimos años la tasa de mortalidad por diabetes ha sido mayor para las mujeres que para los hombres.

## Raza
La raza es un potente determinante de las tasas de enfermedades, sobre todo porque las minorías raciales constituyen una gran parte del estrato social más bajo. [cita requerida] Muchos afroamericanos son obesos o tienen sobrepeso o son fumadores. Del mismo modo, los afroamericanos tienen el mayor índice de mortalidad y la tasa de supervivencia más corta para la mayoría de los cánceres que cualquier otro grupo racial y étnico. Los afroamericanos son más propensos a fumar cigarrillos mentolados, con concentraciones de monóxido de carbono más altas, que los ponen en mayor riesgo de desarrollar cáncer de pulmón. La obesidad es más común en los afroamericanos, en parte, porque son menos propensos a participar en actividades físicas durante el tiempo libre. La prevalencia de la diabetes tipo 2 es cuatro veces mayor entre los afroamericanos y otras minorías raciales debido tanto a dietas más pobres como a una menor actividad física.

## Ingresos
Los ingresos están altamente relacionados con la prevalencia de las enfermedades del corazón ya que se relacionan con muchos otros factores sociales como el propio vecindario, el nivel de educación, el trabajo y el estatus social en general. Los propios ingresos, así como la distribución de los mismos, afectan a la aparición de enfermedades del corazón. Las poblaciones con altos niveles de desigualdad de ingresos muestran tasas más altas de enfermedades del corazón que las poblaciones con ingresos más uniformemente distribuidos. [aclaración necesaria] Las personas que viven en la pobreza tienen una menor posibilidad de acceder a alimentos saludables, de pasar tiempo practicando actividades físicas y de pagar por una atención médica que puede reducir el riesgo de enfermedades cardíacas. La falta de seguro en los pobres es otra de las causas de las disparidades de salud relacionadas con enfermedades del corazón. Las personas con bajos ingresos tienden a enfrentarse a un mayor estrés y, con pocos fondos, muchas personas recurren a altos niveles de consumo de alimentos, tabaquismo y consumo de alcohol como una forma de hacerle frente. Las personas que viven en la pobreza también son más propensas a morir de cáncer que sus iguales más ricos, ya que no tienen acceso a la prevención del cáncer de alta calidad, a la detección temprana y al tratamiento. También existe una estrecha correlación entre el aumento de la pobreza y el aumento de la diabetes. Las razones de la discrepancia con respecto a la diabetes son probablemente las mismas que con respecto a las enfermedades cardíacas y al cáncer: las personas con bajos ingresos no pueden permitirse alimentos sanos o medicamentos y tienden a sufrir más estrés en su vida diaria. 

## Entorno
Los barrios y las áreas en las que viven las personas, así como también sus ocupaciones, conforman el entorno en el que existe. Las personas que viven en los barrios afectados por la pobreza sufren un mayor riesgo de padecer enfermedades cardíacas, posiblemente debido a que los supermercados en su área no venden alimentos saludables y hay una mayor disponibilidad de tiendas de venta de alcohol y tabaco que en las zonas más acomodadas de la ciudad. [necesita aclaración] Las personas que viven en zonas rurales también son más susceptibles a las enfermedades cardíacas. Una dieta basada en una agricultura rica en grasas y colesterol, además de un entorno aislado con acceso limitado a los servicios sanitarios y de divulgación de información, crea probablemente un patrón en el que las personas que viven en entornos rurales muestran niveles más altos de enfermedades del corazón. El cáncer profesional es una de las formas en las que el entorno de trabajo puede incrementar, por sí solo, las tasas de enfermedades. Los empleados expuestos al humo, al asbesto, al humo del diésel, a la pintura y a los productos químicos en las fábricas pueden desarrollar cáncer debido a su entorno laboral. Todos estos puestos de trabajo tienden a ser de baja remuneración y, por lo general, los ocupan personas de ingresos bajos. La disminución de la cantidad de alimentos saludables en las tiendas ubicadas en zonas de bajos ingresos también contribuye al aumento de las tasas de diabetes en las personas que viven en esos barrios.

## Educación
Cuanto más bajo sea el nivel educativo de una persona, mayor será su probabilidad de que se le diagnostique una enfermedad cardíaca. Las personas que no han terminado la enseñanza secundaria tienen un 2.4 % más de riesgo de morir que los que la han terminado. El nivel de educación también está relacionado con fumar, comer en exceso y no hacer ejercicio; por lo tanto, la educación también afecta a las tasas de cáncer y diabetes al influir en las conductas de salud. La falta de conocimiento sobre los factores de riesgo de estas enfermedades, así como la comprensión de los síntomas y cuándo ir al médico, afectan en gran medida tanto al desarrollo de la enfermedad como al pronóstico de la misma.